# Kabaty (stacja metra)
Kabaty – początkowa stacja linii M1 metra w Warszawie zlokalizowana przy zbiegu al. Komisji Edukacji Narodowej i ul. Wąwozowej.

## Opis
Nazwa stacji została nadana uchwałą Rady Narodowej m.st. Warszawy 16 grudnia 1983.
Stacja jednokondygnacyjna, łukowa, bez słupów, utrzymana w kolorach biało-szaro-niebieskich. Peron-wyspa ma szerokość 10 m i długość 120 m. Na terenie stacji znajdują się niewielkie punkty handlowe, bankomat oraz toalety, a także defibrylator.
Stacja przystosowana jest do pełnienia w razie konieczności funkcji schronu dla ludności cywilnej. Służą temu m.in. grube stalowe drzwi znajdujące się przy każdym wejściu na teren stacji.
Na południe od stacji znajduje się Stacja Techniczno-Postojowa Kabaty (STP Kabaty).

## Dane techniczne
- Powierzchnia – 14 250 m².
- Kubatura – 59 600 m³.
- Za stacją Kabaty znajdują się 4 tory, z których 3 prowadzą na STP Kabaty. Tor 1 jest torem odstawczym. Tor 2 jest torem zjazdowym do STP, a tory 3 i 4 są torami prowadzącymi na pierwszą linię metra.